# HaPoel
Hapoel (hebräisch הַפּוֹעֵל ha-Pōʿel, deutsch ‚der Arbeiter‘) ist der größte israelische Sportverband. 1926 aus dem Umfeld des Gewerkschaftsverbandes Histadrut gegründet, steht er bis heute in der Tradition der israelischen Arbeiterbewegung. Die ausgeprägte Rivalität zwischen Hapoel und dem zweiten großen Sportverband Maccabi zieht sich durch den gesamten israelischen Sport.
Seit 1927 Mitglied der Confédération Sportive Internationale du Travail (CSIT), ist Hapoel der weltweit einzige Arbeitersportverband, der der größte in seinem Land ist. Die internationale Hapoel-Organisation war in vielen Staaten, jedoch nicht in Deutschland, vertreten, da hier die Arbeitersportbewegung insgesamt ihre jüdischen Mitglieder nicht diskriminierte und so die jüdischen Sportorganisationen eher national oder zionistisch ausgerichtet waren.
Die Identifizierung mit dem jeweiligen Block, den Roten (Hapoel) bzw. den Gelben (Maccabi) war für Identitätsbildung der Sportler, Fan und Vereine wichtiger als die zum einzelnen Verein. Bis zur Internationalisierung des israelischen Sports in den 1990er Jahren war es fast undenkbar als Profisportler von einem Club der einen in die andere Vereinigung zu wechseln. Noch ausgeprägter ist aber die Feindschaft zwischen den tendenziell linksgerichteten Hapoel-Anhängern und den tendenziell rechtsgerichteten Betar-Anhängern, insbesondere den Anhängern des erfolgreichen Erstligisten Beitar Jerusalem.
75 % des Haushalts von HaPoel wird aus staatlichen Mitteln bezahlt. Dennoch gab es 2010 nur 15 hauptamtliche Mitarbeiter und lag damit nur auf Platz 12 der nationalen Mitglieder der CSIT.

## Mitglieder
Eine Auswahl bekannter Mitgliedsvereine:
- Hapoel Akko
- Hapoel Aschkelon
- Hapoel Be’er Scheva
- Hapoel Bnei Lod
- Hapoel Ironi HaScharon
- Hapoel Ironi Kirjat Schmona
- Hapoel Ironi Rischon LeZion
- Hapoel Jerusalem / Hapoel Jerusalem B.C.
- Hapoel Gilboa Galil
- Hapoel Haifa
- Hapoel Holon
- Hapoel Katamon Jerusalem
- Hapoel Kfar Saba
- Hapoel Nazareth Illit
- Hapoel Petach Tikwa
- Hapoel Ra’anana
- Hapoel Ramat Gan
- Hapoel Rischon LeZion
- Hapoel Tel Aviv
- Hapoel Tzafririm Holon